# خاندان یامایوشی

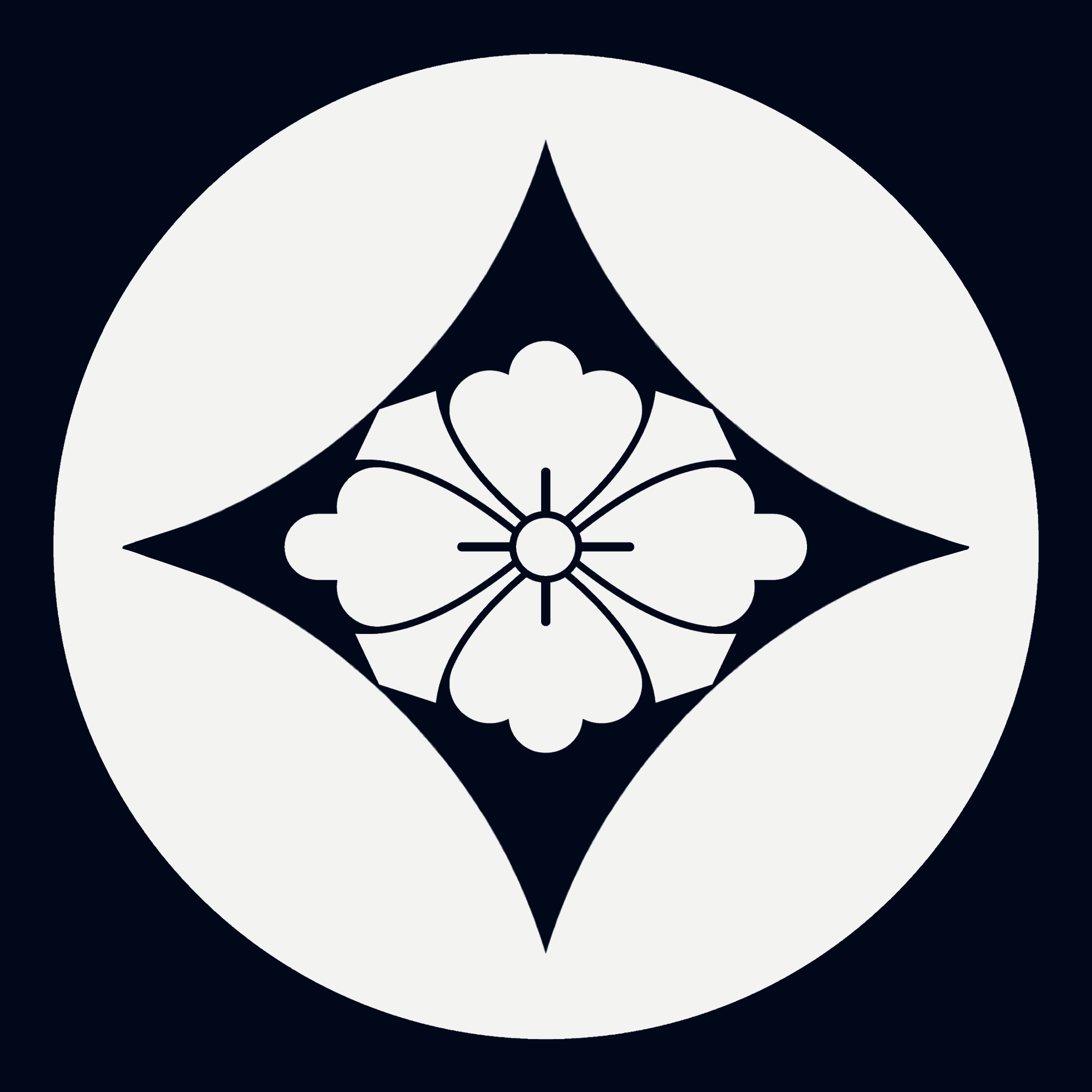
علامت خانوادگی خاندان یامایوشی

خاندان یامایوشی (به ژاپنی: 山吉氏 やまよしし) یکی از خاندان‌های سامورایی در ژاپن بود. از نوادگان پنجاهمین امپراتور ژاپن، امپراتور کانمو از خاندان تایرا بود. این خاندان ارباب قلعه سانجو در  ولایت اچیگو بود.